# Бабичі (Черкаський район)
Ба́бичі — село в Україні, у Канівській міській громаді Черкаського району Черкаської області. Розташоване за 25 км від центру територіальної громади — міста Канів. Населення 87 чоловік (на 2024 рік).
Село розташоване поблизу соснового лісу, на північ від села знаходиться річка Росава та поля, місцевість на південь від села холмиста.
В селі працюють клуб, фельдшерсько-акушерський пункт.

## Історія
Перша згадка про село датується 1616 роком. В той час належало Федору Проскурі-Сущанському. До 1624 року Бабичі рахувалися за хутір. З 1625 по 1661 рік село Ржавецької сотні Канівського полку.
Універсалом польського короля Яна Казима від 21 липня 1661 року села Бабичі і Молчиці разом з млином бабицьким на річці Росаві передані Канівському Успенському монастирю.
Під час Великого згону 1678—1679 рр. Бабичі були спалені, а населення зігнане на Лівобережжя. Таку ж долю село повторило під час згону 1711-1712 рр. 
Під час Коліївщини через село проходив гайдамацький загін Семена Неживого.
У 1786 році Бабичі у складі Межиріцького ключа як посаг на весілля з Ксаверієм Любомирським отримала Теофілія Ржевуська від свого батька Станіслава Фердинанда Ржевуського. Ксаверій Любомирський включив село у склад своєї Смілянської маєтності.
У 1786 році Бабичі разом зі своєю маєтністю Любомирський продає Григорію Потьомкіну. Після смерті Потьомкіна село дістається його племінниці Тетяні Юсуповій. 
Юсупова 13 лютого 1811 року продає село своїй сестрі Катерині Літта. Після смерті Катерини Літта село переходить в спадок до її дочки Катерини Багратіон. У 1849 році Бабичі у складі Межиріцької маєтності купляє титульний радник Никодим Парчевський.
В 1785—1789 роках в Свято-Покровській церкві села Бабичі настоятелем був протоієрей Олексій Андрієвський.
Після другого поділу Речі Посполитої в 1793 році Бабичі переходять в підпорядкування Російської Імперії.
В 1855 році село охоплює «Київська козаччина».
Наприкінці ХІХ століття Бабичі у складі Попівської волості передано до складу Межиріцької волості.
Жителі Бабичів воювали на фронтах Російсько-японської та Першої світової воєн, а також Української революції.
У 1922 році переселенці з Бабичів заснували село Ясна Поляна на Миколаївщині.
В 1928 році був створений ТСОЗ, а в 1930 перший колгосп.
В роки Голодомору 1932-1933 рр. від голоду загинули 310 бабичан.
Жителі села Бабичі також брали участь в Польській кампанії СРСР, а також Радянсько-фінській війні.
На фронтах німецько-радянської війни загинули 75 бабичан. З 14 серпня 1941 р. по 7 лютого 1944 р. село перебувало під німецькою окупацією. Під час окупації німцями страчено 16 осіб.
В 1954 році бабичанську сільську раду приєднано до Межиріцької сільської ради, а бабичанський колгосп "Комунар" об'єднано із межииріцьким колгоспом "Ім. ХХІ з'їзду КПРС". 
Жителі села воювали у Афганській війні.
Від 24 серпня 1991 року у складі України.
До 23 грудня 2018 року підпорядковане Межиріцькій сільській раді. Після 23 грудня 2018 року підпорядковане Межиріцькій об'єднаній територіальній громаді.
25 жовтня 2020 року Бабичі увійшли до складу Канівської об'єднаної територіальної громади. А внаслідок ліквідації Канівського та укрупнення Черкаського району, Бабичі увійшли до складу останнього.
У селі на кошти місцевого жителя Панченка Івана Миколайовича встановлені пам'ятні стели загиблим жителям Бабичів у роки Голодомору та німецько-радянської війни.
В часи Радянського Союзу на братській могилі була встановлена статуя солдата-червоноармійця.

## Населення

### Мова
Розподіл населення за рідною мовою за даними перепису 2001 року:
| Мова       | Кількість | Відсоток |
| ---------- | --------- | -------- |
| українська | 163       | 99.39%   |
| російська  | 1         | 0.61%    |
| Усього     | 164       | 100%     |

## Найвідоміші уродженці
- Чамата Павло Романович (1898—1969) — український психолог, педагог.